# كأس العالم لكرة القاعدة للنساء 2006
كأس العالم لكرة القاعدة للنساء 2006 (بالإنجليزية: 2006 Women's Baseball World Cup)‏ هو موسم من كأس العالم لكرة القاعدة للنساء. أقيم بتاريخ 2006م، وفاز فيه منتخب الولايات المتحدة الوطني لكرة القاعدة للسيدات.